# Invasion (série télévisée, 2021)
Pour les articles homonymes, voir Invasion.
Invasion est une série télévisée de science-fiction américaine, créée par Simon Kinberg et David Weil, diffusée depuis le 22 octobre 2021, sur Apple TV+.

## Synopsis
La série suit cinq individus, autour du monde qui, chacun à son niveau et sa position, cherchent à comprendre ce qui se passe et à se rendre utiles, alors que la Terre est visitée par des extraterrestres, qui menacent peut-être l'humanité. Entrer en contact, est-ce la solution ou l'erreur fatale ?

## Distribution

### Acteurs principaux
- Golshifteh Farahani (VF : Flora Kaprielian) : Aneesha Malik
- Shioli Kutsuna (VF : Sarah Barzyk) : Mitsuki Yamato
- Shamier Anderson (VF : Daniel Njo Lobé) : Trevante Cole
- Billy Barratt (VF : Camille Timmerman) : Caspar Morrow
- Firas Nassar (VF : Marc Arnaud) : Ahmed Malik
- Tara Moayedi (VF : Clara Quilichini) : Sarah Malik
- Azhy Robertson (VF : Estelle Darazi) : Luke Malik
- Daisuke Tsuji (VF : Fred Colas) : Kaito Kawaguchi (saison 1)
- India Brown (VF : Issia Lorrain) : Jamila Huston (saison 2, récurrente saison 1)
- Paddy Holland (VF : Tom Trouffier) : Montgomery « Monty » Cuttermill (saison 2, récurrent saison 1)

### Acteurs récurrents
- Rinko Kikuchi : Hinata Murai
- Togo Igawa : Ikuro Murai
- Tamara Lawrance (en) (VF : Mbembo) : Learah
- Louis Toghill (VF : Kylian Trouillard) : Darwin Charles
- Cache Vanderpuye (VF : Enzo Ratsito) : Alfie Ademura
- India Jane Francis (VF : Geneviève Doang) : Poppy Rees
- Aiyana Goodfellow (VF : Adeline Chetail) : Fara Aminah

### Invité
- Sam Neill (VF : Hervé Bellon) : John Bell Tyson (saison 1, épisode 1)

 Source et légende : version française (VF) sur RS Doublage et DSD

## Production

### Développement
En janvier 2019, Apple TV+ commande dix épisodes d'une série de science-fiction avec Simon Kinberg et David Weil à la création, l'écriture et la production de la série, Audrey Chon sera également productrice déléguée.
Lorsque le tournage est annoncé, Jakob Verbruggen est annoncé comme réalisateur et producteur délégué de la série avec Amy Kaufman, Andrew Baldwin et Elisa Ellis également producteurs délégués, d'autres sources ont indiqué qu'Amanda Marsalis avait également réalisé certains épisodes de la série,.
En août 2020, Deadline révèle que Sam Neill, Shamier Anderson, Golshifteh Farahani, Firas Nassar et Shiori Kutsuna devraient tous faire partie de la distribution,.
La série aurait eu à disposition un budget d'environ 200 millions de dollars.
Le 8 décembre 2021, Apple TV+ a renouvelé la série pour une seconde saison,. Cette seconde saison est diffusée à partir du 23 août 2023.
Une troisième saison est commandée le 13 février 2024.

### Tournage
Selon un rapport de Deadline, la série prévoyait de tourner à New York, Manchester, au Maroc et au Japon,.
En février 2021, le tournage a lieu à Greenwich, l'un des derniers lieux de tournage. La première saison s'achève le 15 mars suivant.

### Musique
La musique de la série est composée par Max Richter, dont la bande originale de la première saison est sortie le 30 octobre 2021 par Decca Records.
Liste de pistes (première saison)
1. Invasion Main Title (1:16)
2. And at This Frequency (2:26)
3. Permanently Retired (1:59)
4. JASA Launch (1:52)
5. Stranded (3:15)
6. Missing Hinata (2:10)
7. Carry Chavez Out (1:56)
8. What Do We Do (3:18)
9. It’s the Hoshi-12 (2:06)
10. Hinata’s Room (1:38)
11. Emergency Signal (1:31)
12. Quiet as a Mouse (4:13)
13. Cleared to Leave (5:37)
14. Aneesha’s Kiss (4:19)
15. Vastness of Space (1:49)
16. Hinata Was Her (4:24)
17. Coming for Casper (4:58)
18. Listen To Your Voice (4:29)
19. Inside the Hive Mind (2:34)
20. President’s Address (4:31)
21. It Was You (1:19)
22. Here For You (2:29)
23. Your Crew Is Dead (2:09)
24. You’re Full of Stars (2:44)

### Fiche technique
Sauf indication contraire, les informations mentionnées dans cette section peuvent être confirmées par la base de données cinématographiques IMDb,  présente dans la section « Liens externes ».
- Titre original : Invasion
- Création : Simon Kinberg et David Weil
- Casting : Sharon Bialy, Russell Scott et Sherry Thomas
- Réalisation : Amanda Marsalis (en), Jamie Payne et Jakob Verbruggen (en)
- Scénario : Andrew Baldwin, Simon Kinberg et David Weil
- Musique : Max Richter
- Direction artistique : Geoffrey A. Ehrlich ; Tamsin Gandhi, Ben Hawker, Jesse Rosenthal, Masami Tanaka, Chris Thompson et Kevin Woodhouse
- Décors : Loren Weeks ; Toni Barton, Max Gottlieb, Philip Murphy et Ed Turner
- Costumes : Ane Crabtree
- Photographie : Julian Court, Tim Ives, Laurie Rose et Armando Salas
- Montage : Eleanor Infante, John Petaja, Sarah C. Reeves et Michelle Rueda
- Production : John Blair, Melissa Gelernter et Philie Naughten
- Production déléguée : Andrew Baldwin, Audrey Chon, Elisa Ellis, Amy Kaufman, Simon Kinberg, Katie O'Connell, Jakob Verbruggen et David Weil
- Sociétés de production : Genre Films et Platform One Media
- Société de distribution : Apple Inc.
- Pays de production :  États-Unis
- Langue originale : anglais
- Format : couleur
- Genre : science-fiction ; action, drame, thriller
- Durée : 33 à 58 minutes
- Date de première diffusion : Monde : 22 octobre 2021

## Épisodes

### Première saison (2021)
La diffusion de la première saison débute le 22 octobre 2021,,, et comporte dix épisodes d'environ 60 minutes.
1. Le Dernier Jour (Last Day)
2. Crash (Crash)
3. Orion (Orion)
4. Le roi est mort (The King Is Dead)
5. Rentrer chez soi (Going Home)
6. Invasion (Home Invasion)
7. Un peu d'espoir (Hope)
8. Contact (Contact)
9. Plein d'étoiles (Full of Stars)
10. Le Premier Jour (First Day)

### Seconde saison (2023)
La diffusion de la deuxième saison débute le 23 août 2023.
1. Quelque chose a changé (Something's Changed)
2. Les Fantômes du passé (Chasing Ghosts)
3. Feux d'artifice (Fireworks)
4. Le Tunnel (The Tunnel)
5. Une voix venue d'ailleurs (A voice from the other side)
6. Points faibles (Pressure Points)
7. Descente vers l'inconnu (Down The Rabbit Hole)
8. Océan cosmique (Cosmic Ocean)
9. Percée (Breakthrough)
10. Vieux amis, nouvelles frontières (Old Friends, New Frontiers)

### Troisième saison (2024-2025)
Elle est prévue pour 2024-2025.